# Diego Centeno
Diego Centeno (Ciudad Rodrigo, 1516 - Potosí, 1549) fue un conquistador español que participó en la conquista del Perú y en las guerras civiles entre los conquistadores. A lo largo de toda su carrera se mantuvo fiel a la Corona española. Organizó en el sur del Perú la resistencia contra la rebelión de Gonzalo Pizarro, aunque fue derrotado en la sangrienta batalla de Huarina. Se sumó luego a las tropas del Pacificador Pedro de La Gasca, y estuvo en la batalla de Jaquijahuana donde fueron derrotados los gonzalistas (1548). Como premio a su lealtad fue nombrado Gobernador del Paraguay, cargo que renunció sin haberlo asumido. Falleció poco después, posiblemente envenenado. Quedó en el recuerdo no solo por su inquebrantable lealtad a la Corona, sino por la afabilidad de su trato y la caballerosidad que demostró para con todos, en particular hacia los indios, quienes le tuvieron gran estima.

## Primeras armas
Fue hijo legítimo del hidalgo Diego de Caravedo y de Marina de Vera y Centeno. Según parece, recibió una educación esmerada. Pasó a América con el capitán Felipe Gutiérrez en 1535, acompañando a dicho jefe a la entrada de Veragua, pero habiendo fracasado esta empresa, fugó con su caudillo y otros amigos al Perú, donde llegó en 1536. Pasó a servir a Francisco Pizarro, a quien escoltó hasta Nasca, pasando luego al Cuzco. Según versión del cronista Antonio de Herrera y Tordesillas, participó en la batalla de las Salinas, en 1538, a órdenes de Hernando Pizarro, siendo uno de los oficiales que escoltaban el estandarte real.
Luego estuvo con el capitán Peránzurez de Camporredondo en la jornada de los Chunchos, y en la expedición a Charcas que derivó en la fundación de la villa de La Plata o Chuquisaca (actual Bolivia). Allí recibió un solar, convirtiéndose en uno de sus vecinos más notables. Posteriormente acompañó al capitán Diego de Rojas en la entrada de los Chiriguanos (al este de Charcas).
Era Diego Centeno persona de muy buena casta, descendiente de aquel alcaide Hernán Centeno tan nombrado en Castilla sería en aquel tiempo de edad de 35 años, hombre gracioso y liberal y de muy buena disposición y condición y muy valiente por su persona. Tenía en aquella sazón más de 30.000 castellanos de renta, aunque en 2 años que se descubrieron las minas de Potosí llegaron a rentarle sus indios de 100.000 castellanos arriba, por caer muy cerca de aquellas minas. Afirma Agustín Zárate

## En la guerra de Chupas
Muerto Francisco Pizarro en 1541, usurpó el poder Diego de Almagro el Mozo. El Cabildo de La Plata se declaró entonces leal a la Corona y se propuso combatir a los rebeldes almagristas, organizándose un ejército cuya jefatura se encomendó al capitán Peranzúrez, gobernador de Charcas. Diego Centeno se incorporó a dichas fuerzas, con las que arribó a Arequipa, pasando en seguida al Cuzco. Allí encontraron a las fuerzas de Perálvarez, quien se había proclamado capitán general alzando igualmente la bandera del Rey. Peranzúrez se puso al servicio de Perálvarez y marcharon juntos hacia el norte, llegando hasta Huaylas (actual Áncash), donde se unieron a las tropas del licenciado Cristóbal Vaca de Castro, quien por orden real ejercía ya el gobierno del Perú. Abierta la campaña, Diego Centeno estuvo en la batalla de Chupas (1542) donde fue derrotado el bando almagrista. Pacificado temporalmente el país, Centeno regresó a sus propiedades de Charcas y empezó a explotar una de las ricas minas de plata recientemente descubiertas en la región, con las que hizo fortuna.

## La protesta contra la Leyes Nuevas
En 1544 Centeno fue elegido alcalde ordinario de la villa de la Plata y nombrado procurador de la ciudad junto con Pedro de Hinojosa. Ambos viajaron a Lima para protestar contra las Leyes Nuevas y solicitar privilegios para su villa. Fueron recibidos amablemente por el virrey Blasco Núñez Vela, quien les aseguró que no tomaría ninguna resolución sobre las leyes nuevas hasta que se instalara la Real Audiencia de Lima, y que por lo pronto solo le interesaba hacer reconocer su autoridad en todo el virreinato. A tal efecto encargó a Centeno que a su retorno llevará las provisiones respectivas a Huamanga y al Cuzco.
Centeno cumplió el encargo, entregando los despachos al Cabildo de Huamanga sin ningún problema, pero en el Cuzco se encontró con Gonzalo Pizarro que ya preparaba su rebelión, el cual le arrebató de las manos los pliegos destinados al Cabildo. Mientras tanto, en Lima el virrey promulgaba las ordenanzas, faltando así a su promesa. Momentáneamente Centeno estuvo de lado de los descontentos encabezados por Gonzalo, pero luego se arrepintió y escribió una carta al virrey para que le perdonase ese momento de debilidad. Gonzalo se dio cuenta de su conducta veleidosa y ordenó su prisión, pero al poco tiempo tuvo que liberarlo al no hallarle pruebas de su traición.
Pese a todo, Centeno acompañó a Gonzalo durante su entrada a Lima en octubre de 1544, actuando como uno de los procuradores que obtuvieron que fuese recibido como gobernador del Perú. Retornó luego a Charcas junto con el capitán Francisco de Almendras, quien fue enviado por Gonzalo a dicha provincia como su teniente de gobernador y justicia mayor.

## Lucha contra Gonzalo Pizarro y Carvajal

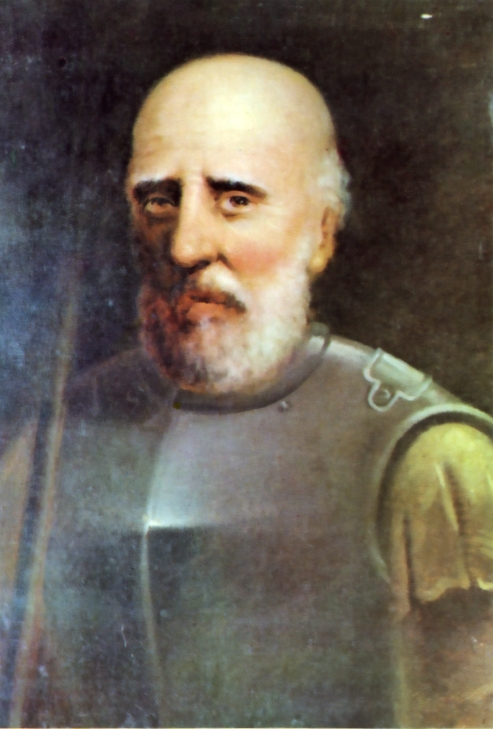
Francisco de Carvajal, el maese de campo de Gonzalo Pizarro, quien fuera el infatigable adversario de Diego Centeno.

El gonzalista Almendras cometió una serie de abusos en la villa de la Plata: desposeyó de sus repartimientos a varios vecinos para dárselos a Pizarro, desterró a Diego Centeno y Lope de Mendoza, mató a Gómez de Luna, entre otros excesos. Cuando llegaron las noticias de que el virrey Blasco Núñez Vela se hallaba en la región de Quito organizando un gran ejército contra los rebeldes, Centeno se reunió con varios vecinos leales al Rey, como Lope de Mendoza, Alonso Camargo y Alonso Pérez de Esquivel, para deponer a Almendras. Entraron en su casa, le apresaron y tras un proceso lo ajusticiaron el 16 de junio de 1545.
Centeno fue proclamado por el Cabildo de la Plata como Capitán General y Justicia Mayor. Reunió una fuerza de ciento ochenta hombres fieles al Rey y con ellos bajó hasta Arequipa, a la que tomó fácilmente. Luego se preparó para tomar el Cuzco, donde se hallaba el gonzalista Alonso de Toro, pero no logró su objetivo y tuvo que huir perseguido por su enemigo. Ya por entonces se hallaba enterado de la derrota y muerte del virrey en Iñaquito.
Centeno abrió en Charcas un  nuevo frente de guerra. Gonzalo Pizarro envió contra él a su fiel maese de campo Francisco de Carvajal, quien abandonó la campaña contra el virrey y partió de Quito, pasando por Lima y Cuzco, donde reforzó sus tropas, pasando luego a perseguir a Centeno y su pequeño ejército, quienes evitaron encuentros frontales. Pero finalmente se encontraron frente a frente en Paria (cerca de Oruro). Centeno, luego de fracasar en su intento de ganarse a las tropas de Carvajal, optó por huir. Pasando por Chayanta y Sica Sica, llegó hasta Zepita; luego dirigió a sus maltrechas y escasas tropas en una larga y penosa marcha hasta Arequipa (1546), que tomó sin hallar resistencia. Abandonó pronto dicha ciudad y bajó a la costa con la intención de tomar algún navío que le llevaría con sus partidarios a Nicaragua o México, pero al llegar a Quilca no encontró ninguno. Decidió entonces disolver sus fuerzas, y junto con Luis de Ribera y su criado Juan Guaso, se internó en la sierra, en la región de Condesuyos, donde se escondió en una cueva durante un año y tres días exactos, durante los cuales vivieron de la caridad de los indios.
Algún tiempo después llegaron las noticias de que el Pacificador Pedro de la Gasca arribaba al Perú y reagrupaba a las tropas leales al Rey, yendo en campaña contra Gonzalo. Entonces Centeno consideró que era hora de reaparecer en escena. Abandonó su escondite y reunió en Arequipa una fuerza de cuarenta y ocho hombres, con los que marchó contra Cuzco, defendido por el capitán gonzalista Antonio Robles. Mediante un ataque temerario y sorpresivo, y tras feroz lucha, tomó la antigua capital de los incas (10 de junio de 1547). Robles fue capturado y decapitado. Fue el mejor triunfo de Centeno y colocó a los gonzalistas entre dos frentes, lo que cambió el curso de la guerra, pues muchos soldados de Gonzalo empezaron a desertar. Pronto logró reunir Centeno un ejército poderoso de 1000 soldados, con los que pasó al altiplano, a orillas del lago Titicaca.

## Batalla de Huarina

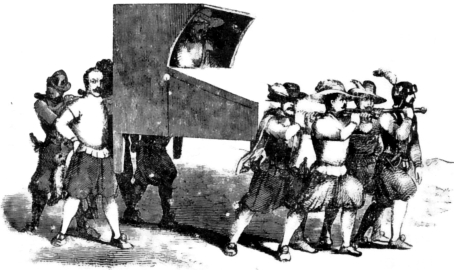
Grabado que representa a Diego Centeno enfermo y en litera, asistiendo a la Batalla de Huarina. 20 de octubre de 1547

Gonzalo Pizarro decidió entonces ir en persona a combatir a Centeno. Salió de Lima y llegó a Arequipa, logrando juntar a duras penas unos 400 hombres. Abrió negociaciones con Centeno, pero este le respondió reafirmando su lealtad al Rey y más bien le pedía que depusiera su rebeldía ya que solo así obtendría el perdón real. Furioso, Gonzalo arrojó la carta lejos de sí, y junto con su maese de campo Carvajal abrió campaña contra Centeno.
Centeno decidió enfrentarse con los gonzalistas confiado en la superioridad numérica de su ejército: tenía 1000 hombres frente a los 400 de su rival. Ambas fuerzas se encontraron en Huarina (banda oriental del lago Titicaca) el 20 de octubre de 1547. Centeno avanzó primero y atacó. Carvajal, demostrando sus grandes dotes militares, dejó primero que su rival se cansara desarrollando sus maniobras; luego hizo entrar en acción a su nutrida tropa de arcabuceros, que él mismo había equipado y entrenado con suma meticulosidad. Sus arcabuzazos sembraron terribles estragos en las tropas de Centeno: en la primera descarga mataron o hirieron a 150 adversarios, e inmediatamente hicieron una segunda descarga de igual poder sin dar oportunidad a sus adversarios a reaccionar. La infantería de Centeno quedó así prácticamente anulada. Mientras tanto, su caballería había arrollado a su similar comandada por el mismo Gonzalo, llegando a penetrar en el campamento gonzalista donde habían empezado el saqueo, creyéndose ya vencedores. Fue entonces cuando llegó en auxilio la victoriosa infantería gonzalista, con lo que recobró bríos la caballería de Gonzalo, y apoyados por el incesante fuego de sus arcabuceros, finalmente derrotaron a las tropas de Centeno. La mortandad fue muy elevada: 350 realistas y 100 gonzalistas quedaron muertos en el campo.
Centeno, que se hallaba enfermo de pulmonía, presenció la batalla sobre una litera. Luego huyó junto con algunos capitanes, con el ánimo de seguir la resistencia, pese a la apabullante derrota que había sufrido. Tras una penosa y larga jornada de viaje a caballo llegó a Lima, donde se curó con éxito.

## En Jaquijahuana
Apenas recuperado, Centeno regresó a la sierra y se unió a las fuerzas de La Gasca a quien acompañó en toda la campaña hasta la batalla de Jaquijahuana (9 de abril de 1548) que puso fin a la rebelión gonzalista, y en la que fueron apresados Gonzalo y Carvajal. Centeno, tratando de mostrarse magnánimo, se acercó a Carvajal, otrora su tenaz perseguidor, ahuyentando a quienes trataban de torturarlo quemándole las barbas. Carvajal se lo agradeció, pero simuló no conocerlo. Centeno, incrédulo que no lo reconociera, le dijo: “Que ¿no conoce vuestra merced a Diego Centeno?”. Carvajal le respondió con sarcasmo: “Por Dios, señor, que como siempre vi a vuestra merced de espaldas, que agora teniéndolo de cara no le conocía”. Sin contrariarse, Centeno insistió en mostrarse amable y le preguntó si necesitaba algo, pero Carvajal lo rechazó, respondiéndole así: “Señor Diego Centeno, no soy tan niño o muchacho para que con temor de la muerte cometa tan gran poquedad y liviandad como sería rogar a vuesa merced hiciese algo por mí. Y no me acuerdo, buenos días ha, tener tanta ocasión de reírme, como del ofrecimiento que vuesa merced me hace.”
También Centeno trató cristianamente a Gonzalo Pizarro, demostrándole el aprecio que le tenía, pues era consciente de que las circunstancias desafortunadas y los malos consejos le habían llevado a esa situación. Autorizado por La Gasca, aposentó al desgraciado caudillo en su tienda y lo atendió en todo lo que pudo, no permitiendo que nadie lo ofendiese ni molestase, hasta el momento en que debió ser llevado al patíbulo.

## Cerro Rico de Potosí

### La leyenda de la montaña de plata
Se afirma que Juan de Villarroel tenía un criado indio, llamado Huallpa, y este un día se fue hasta el monte a procurar una llama que se le había escapado. Después de encontrar al camélido, como se le hizo de noche y el frío arreciaba en aquel desértico y gélido paraje, el indio arrancó unas matas, hizo fuego y se proporcionó calor para pasar la noche. Con el calor de la fogata, la veta de plata se derritió y a la mañana siguiente descubrió que unos hilillos de reluciente metal discurrían por la acentuada pendiente del cerro. Al cabo de unos días, el indígena le contó a Villarroel que tenía ciertas desavenencias con un amigo con quien había descubierto un filón de plata, a unas 6 leguas de Porco, y que ambos lo estaban explotando en secreto.
En vista de aquel hallazgo, Juan de Villarroel convenció al criado para que le enseñara el yacimiento y después de curiosear durante varios días las faldas del despoblado cerro del Potosí, con inusitado alborozo, descubrió que en aquella empinada montaña había grandes cantidades de plata por doquier. Entonces Villarroel se convenció de que había materializado su sueño de ser inmensamente rico cuando el 21 de abril de 1545 registraba la explotación minera en sociedad con el criado que le reveló el secreto. Como ha pasado en otros casos, la imaginación popular y las especiales características del cerro, dieron lugar a numerosas y curiosas leyendas como esta.
Sin embargo la realidad se impuso y las evidencias históricas se destaparon y dieron lugar a conocer los documentos asentados en los protocolos de la época descubridora del llamado “Cerro rico”. Como se observa, por la redacción del documento, además de Diego de Centeno, varios conquistadores se asociaron legalmente y emprendieron la explotación sistemática del Cerro rico.
Yo don Diego de Centeno, Capitán de S. M. I. Señor Don Carlos V en estos reinos del Perú, en nombre del Padre, del Hijo y del Espíritu Santo, y a nombre del muy Augusto Emperador de Alemania, de España y de estos Reinos del Perú, Señor Don Carlos V y en compañía y presencia de los capitanes Don Juan de Villarroel, Don Francisco de Centeno, Don Luís de Santandía del Maestre de Campo Don Pedro de Cotamito y de otros Españoles y naturales que aquí en número de 65 habemos, tanto señores de vasallos como vasallos de señores, posesióname y estaco de este Cerro, y sus contornos y de todas sus riquezas, nombrado por los naturales este Cerro Potosí y haciendo las primeras casas para nos habitar en servicio de Dios nuestro Señor en provecho de su muy Augusta Majestad Imperial señor Don Carlos V”. A primero de abril de este año del Señor de Mil e Quinientos y Cuarenta y Cinco: Capitán Don Diego de Zenteno, Capitán Don Juan de Villarroel, Capitán Don Francisco de Centeno, capitán Don Luís Santandia, maestre de campo, Don Pedro de Cotamito. No firman los demás, por no saberlo hacer, pero lo signan con este signo "+" . Pedro de Torres. Licenciado”.
Y con el aval oficial de este documento, el 21 de abril fue registrada la primera mina en la zona altoperuano con el nombre de la "Descubridora", la que después cambió por el nombre de "Centeno", en homenaje al justicia de Chuquisaca que era precisamente Diego Centeno. Poco después se descubrieron nuevas vetas, siendo las primeras cuatro: La Centeno, la Estaño, la Rica y la Mendieta, hasta llegar a miles de bocas-minas que horadaron el Cerro Rico en todas direcciones. Dos años después, Carlos I concedía una cédula real nombrando a Juan de Villarroel descubridor del cerro argentífero y fundador de la villa Imperial de Potosí.
Aquel enorme cerro, en escasos años dio trabajo a miles de personas de todas las clases sociales que acudían al brillo de la plata, y en los primeros años del siglo XVII, Potosí se convertía en una de las ciudades más populosas del Mundo, llegando a albergar 160.000 habitantes. Esta urbe tan enorme, donde todos sus habitantes obtenían buenas ganancias, el boato y el lujo se observaba por doquier, al igual que las intrigas y los enfrentamientos entre los miembros de aquella sociedad que competía entre sí por alardear de sus riquezas.

## Fallecimiento
Pacificado el Perú, La Gasca repartió las encomiendas de los vencidos a sus capitanes y soldados, pero a Centeno solo le reconoció su antiguo repartimiento, sin darle nada más. Descontento por lo que creía ser una tremenda injusticia, Centeno pensó ir a España a reclamar al mismo Rey. Por lo pronto decidió volver a Charcas, donde tenía sus propiedades y donde era Corregidor.
Por esa época llegó a Charcas un contingente español procedente del Paraguay y mandado por Ñuflo de Chaves, enviado por Domingo Martínez de Irala para solicitar que se le nombrara gobernador de la provincia de Río de la Plata. La Gasca ordenó a Ñuflo regresar de inmediato y nombró gobernador del Paraguay a Centeno. El Paraguay era entonces una inmensa Gobernación que iba desde los confines de Cuzco y de los Charcas hasta la frontera de Tordesillas con Brasil y entre el trópico de Capricornio y los 14.º sur del Ecuador. Por instrucciones del 20 de diciembre de 1548 se encomendó a Centeno fundar varias poblaciones, cuidar el buen trato a los indios y evitar que le acompañaran soldados que hubieran participado en la rebelión gonzalista.
Centeno no quiso aceptar la merced que se le hacía, pues ello implicaba grandes esfuerzos que su precaria salud le imposibilitaba afrontar, de modo que se retiró a Charcas decidido a explotar sus minas de plata. Pero una terminante orden de La Gasca lo instó a marchar al Paraguay so pena de confiscación de bienes. Para evitar esto, Centeno hizo una venta simulada de todo su patrimonio a su criado Juan Guaso. Luego hizo preparativos para ir a España, donde esperaba ser recompensado definitivamente, sin adquirir ya ningún compromiso al servicio de la Corona. Pero un día enfermo súbitamente y se puso muy grave.  Tras tres días de agonía falleció el 9 de julio de 1549, en su casa de morada en el asiento de Potosí.
Conforme a la carta del Lic. La Gasca al Consejo de Indias expedida desde Lima el 21 de noviembre de 1549 sobre asunto de su gobierno, informa que "dia nueve de jullio habia
fallecido en Potosí Diego Centeno de una calentura, que en cuatro días le acabó, habiendo venido para tomar su partida de plata, vinieron muchos á gran priesa á pedir sus indios".
Por ser una muerte súbita, se llegó a decir que fue víctima de un envenenamiento durante un banquete. Lo cierto es que su criado Guaso cerró en masa con los bienes de su amo, respaldándose en el documento firmado por este. Dice Garcilaso que su muerte “se sintió y lloró en todo el Reino, por la bondad y afabilidad de Diego Centeno, que fue un caballero de los más bienquistos que hubo en aquella tierra…” Dejó dos hijos mestizos: Gaspar Centeno, habido en la india Elvira, y María Centeno, habida en la india Bárbola.